# Proteste in Nicaragua del 2018
Le proteste in Nicaragua del 2018 sono iniziate dal 2018 per delle linee politiche del presidente nicaraguense Daniel Ortega.

## Antefatto
Sono state una serie di manifestazioni e atti violenti avvenuti nella primavera del 2018 in Nicaragua. Le proteste sono iniziate il 18 aprile 2018 a causa delle riforme del sistema di previdenza sociale, anche se alcune fonti indicano che sono iniziate il 7 aprile con l'incendio nella riserva di Indio Maíz. Le proteste, durate diversi mesi e sfociate in azioni violente, sono culminate nella richiesta di dimissioni del presidente Daniel Ortega e, con l'appoggio del governo statunitense e dei suoi alleati, squalificano il governo nicaraguense, denunciandolo come illegittimo.
Nonostante il 22 aprile il presidente Daniel Ortega abbia revocato le riforme della previdenza sociale che hanno dato origine alle proteste, esse sono proseguite e nel loro corso ci sono state azioni violente che hanno causato vittime, alcune delle quali dovute all'intervento delle forze dell'ordine pubblico nella repressione. Loro, così come i gruppi organizzati legati al partito di governo, FSLN, e dai suoi partecipanti che hanno diffuso azioni violente in tutto il paese effettuando blocchi stradali, chiamati "blocchi" dove hanno individuati ed uccisi persone. Il numero esatto delle vittime è sconosciuto ma si stima che siano morte circa 400 persone.
L'accaduto è stato condannato dall'ACDH delle Nazioni Unite, dalla Commissione interamericana per i diritti umani (IACHR) e dal Gruppo internazionale di esperti indipendenti e da numerosi governi di altri paesi. Dal governo del Nicaragua, nonché dal Fronte Sandinista di Liberazione Nazionale e da altre organizzazioni e paesi, l'intervento statunitense è stato denunciato nella loro preparazione e nell'orchestrazione della campagna internazionale che li ha sostenuti.
A fine 2018 si è raggiunta una certa stabilizzazione della crisi aperta da queste azioni e nel novembre 2021 sono state indette le elezioni presidenziali secondo il calendario previsto e la normativa vigente. Queste elezioni, che hanno premiato ancora una volta la vittoria a Ortega, sono state influenzate dagli eventi della primavera del 2018, alcuni partiti ed organizzazioni di opposizione le hanno dichiarate fraudolente e non si sono presentate alle elezioni chiedendo l'astensione, alcuni leader dell'opposizione sono stati arrestati, nonostante ciò, secondo il risultato dell'affluenza alle urne è stata del 65,3%, dando a Ortega il sostegno del 75% dei voti espressi. Le forze e i paesi che hanno sostenuto le proteste nel 2018 hanno dimostrato di squalificare le elezioni e i loro risultati.

## Assassinio di Ángel Gahona
Nella notte del 21 aprile, il giornalista Ángel Gahona, corrispondente del proprio organo di stampa, è stato assassinato mentre trasmetteva il suo programma Noticiero El Meridiano tramite Facebook Live, di una manifestazione nella città di Bluefields. L'8 maggio la Procura generale ha denunciato la cattura di due giovani, accusati di essere i possibili mandati dell'omicidio del giornalista e dell'emittente televisiva. La moglie del giornalista assicura che l'omicidio è stato perpetrato dalle forze di polizia.

## Massacro del Día de las Madres
Il 30 maggio in Nicaragua si è celebrata la festa della mamma, con una marcia che è partita dalla rotonda Jean Paul Genie, sulla Carretera a Masaya, fino al semaforo dell'Università Centroamericana all'incrocio tra la Pista de la Resistencia e l'Avenida Universitaria. Su questo viale una parte andava verso nord, una volta raggiunta la vicinanza del nuovo Stadio Nazionale Dennis Martínez, la manifestazione è stata attaccata con proiettili sparati dalla polizia e paramilitari armati di fucili Dragunov e fucili d'assalto AK. Sono stati segnalati anche attacchi contro i cortei nelle città di Chinandega, Estelí e Masaya. Secondo il governo, gli incidenti in diverse parti del Paese hanno provocato 199 feriti e 15 morti: 7 a Managua, 3 a Chinandega, 4 a Estelí e 1 a Masaya. A Managua, dopo gli attentati, è stato ucciso a colpi d'arma da fuoco l'atleta Kevin Antonio Coffin Reyes, medaglia d'oro alle Olimpiadi centroamericane del 2017. In conseguenza della strage, il Consiglio episcopale latinoamericano ha sospeso il dialogo fino alla cessazione della repressione e al proseguimento delle proteste.

## Il martirio di Álvaro Conrado

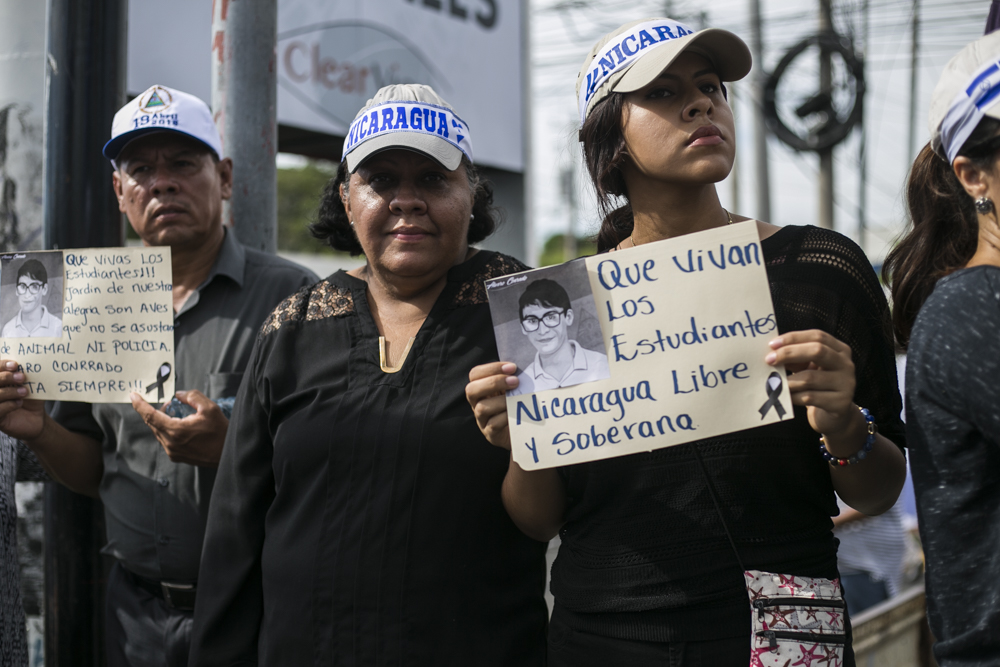
Manifestanti con degli striscioni in memoria di Álvaro Conrado

Álvaro Manuel Conrado Dávila era uno studente delle superiori del Nicaragua, martire, all'età di 15 anni, durante le proteste del 2018 contro il governo del presidente Daniel Ortega, dopo essere morto dopo che le erano state negate le cure nell'ospedale privato Cruz Azul di Managua, dopo essere stato colpito da una fucilata da paramilitari legati al governo il terzo giorno di queste proteste, inizialmente contro la riforma dell'istituto di sicurezza sociale del Nicaragua (INSS), quando trasportava bottiglie d'acqua per i manifestanti.
Era nato a Managua l'8 aprile 2003. Ha studiato la scuola primaria presso la Sagrado Corazón de Jesús e la scuola secondaria presso l'Istituto Loyola della Compagnia di Gesù, studiando fino alla decima elementare al momento della sua morte e in con la quale è stato membro della squadra di atletica leggera dal 2017 con la quale ha vinto tre medaglie.
Il 18 aprile 2018 sono scoppiate proteste contro le riforme della sicurezza sociale. Due giorni dopo (20 aprile) sono state pubblicate sul quotidiano ufficiale La Gaceta, mentre le proteste sono aumentate e si sono intensificate in tutto il Paese, chiedendo giustizia per i quattro morti del giorno prima, per le decine di feriti e delle aggressioni dall'inizio delle proteste. La mattina del 20 aprile, dopo che suo padre era partito per lavoro, Álvaro è uscito di casa nel quartiere di Monseñor Lezcano per cercare degli amici ed andare con loro all'Università Nazionale di Ingegneria (UNI) di lasciare due bottiglie d'acqua agli studenti universitari che stavano affrontando la polizia nel campus di università e nei pressi della Cattedrale di Managua. Era nel campus dell'UNI quando è stato ferito al collo da un proiettile, che secondo testimoni è stato colpito da un cecchino dello stadio nazionale Denis Martínez. Dopo essere stato ferito, ha detto agli studenti universitari che lo hanno curato fa male respirare. È stato curato dai volontari che lo hanno portato in un campo medico improvvisato, in seguito è stato portato in barella su un'auto che lo ha portato all'ospedale Cruz Azul, una clinica, dove ha sono state negate le cure mediche. Secondo le organizzazioni per i diritti umani, il governo di Daniel Ortega e il ministro della salute, Sonia Castro, hanno ordinato agli ospedali pubblici di non assistere i manifestanti feriti durante le proteste. Fu subito portato all'ospedale battista, dove morì durante un intervento chirurgico durato quattro ore, a causa della perdita di sangue. Conrado è stato per molto tempo la vittima più giovane della crisi e per la sua giovane età e per il fatto che il suo unico reato è stato portare bottiglie d'acqua ai manifestanti, molti lo considerano un "martire".
Álvaro Conrado Avendaño, il padre di Álvaro, è arrivato al Pubblico Ministero il 2 maggio, per un appuntamento con quell'ente, così come i parenti delle altre vittime delle proteste che sono andate a testimoniare per presentare o ampliare le denunce contro la Polizia nazionale del Nicaragua. e chiarire le circostanze in cui i loro parenti sono morti. Il Grupo Interdisciplinario de Expertos Independientes (GIEI) ha indagato sul caso e ha concluso che Álvaro e altre tre persone ferite nelle proteste sono morte perché sono state negate le cure mediche negli ospedali pubblici.
La morte di Álvaro Conrado ha ispirato canzoni, disegni, murales, un romanzo, un'opera teatrale, eccetera, in suo onore. La sua immagine divenne un simbolo di proteste popolari in cui le fotografie, dei disegni, t-shirt e cartelli con la sua immagine. Le ultime parole di Álvaro: "Mi fa male respirare" sono penetrate profondamente anche nella società nicaraguense che le usava come vessillo nelle proteste, a volte modificate come: "Ci fa male respirare per tutto il Nicaragua" e "Ci fa ancora male respirare".

## Galleria d'immagini

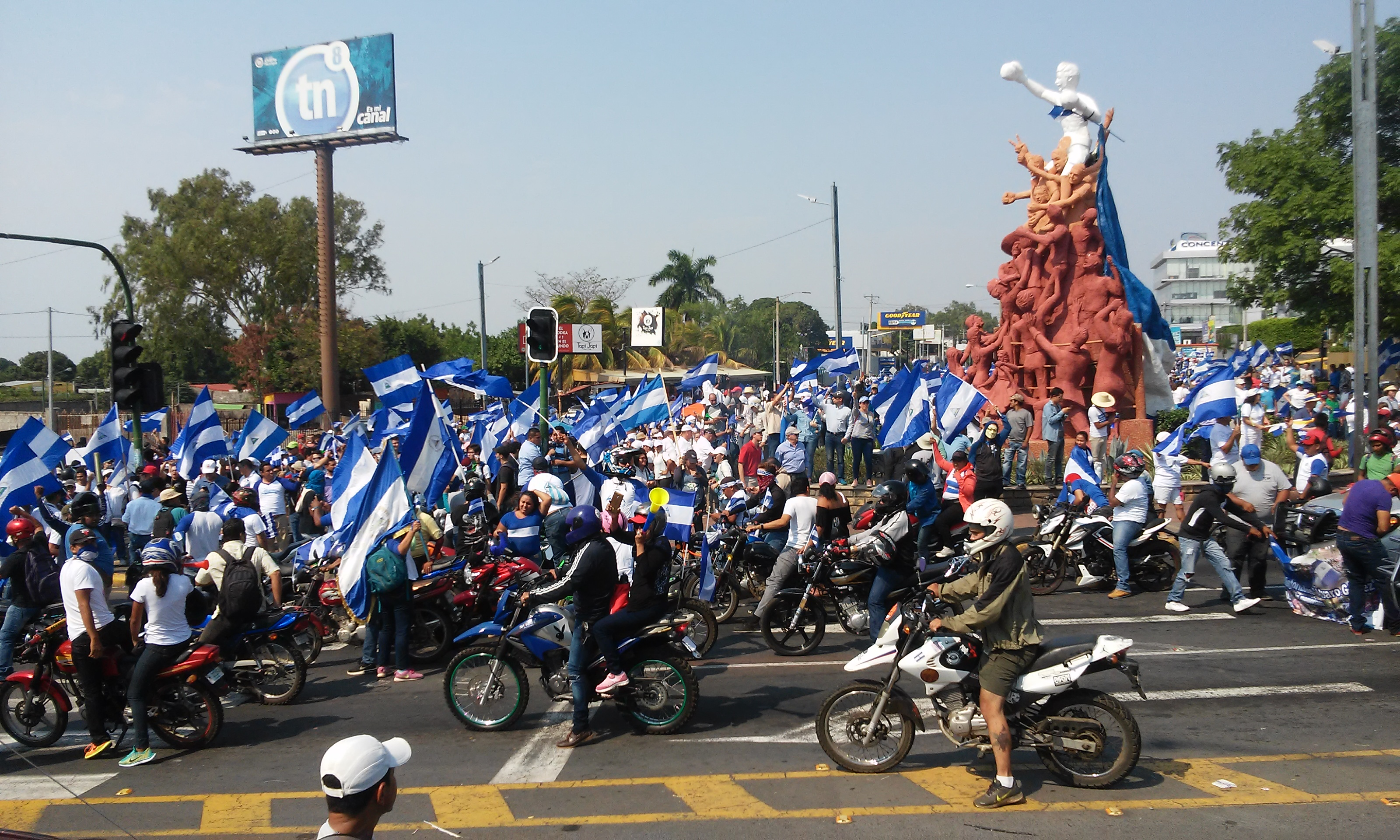
Proteste a Managua del 9 maggio 2018
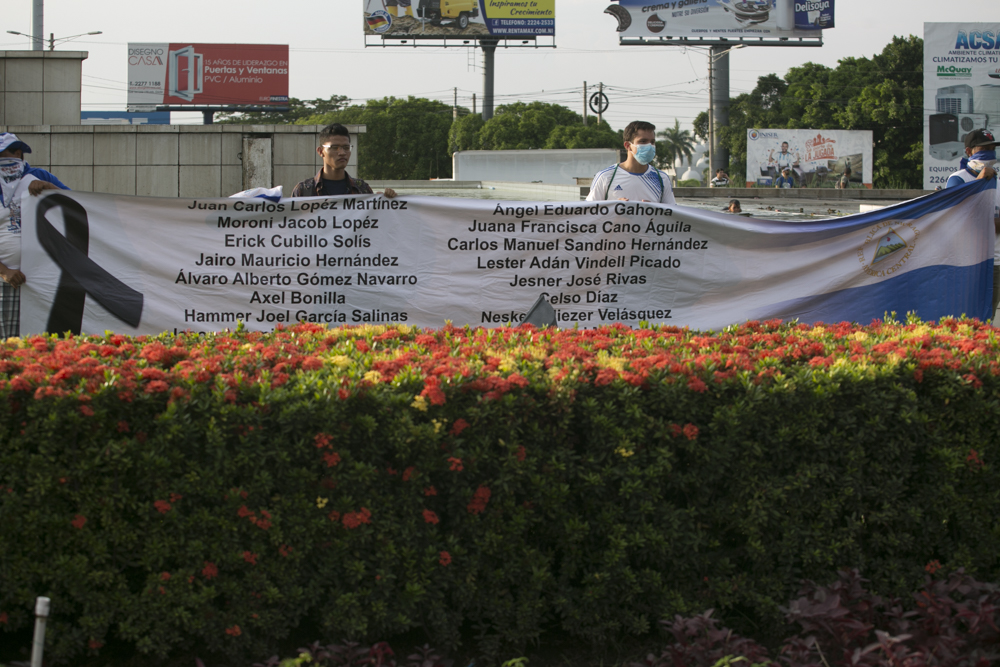
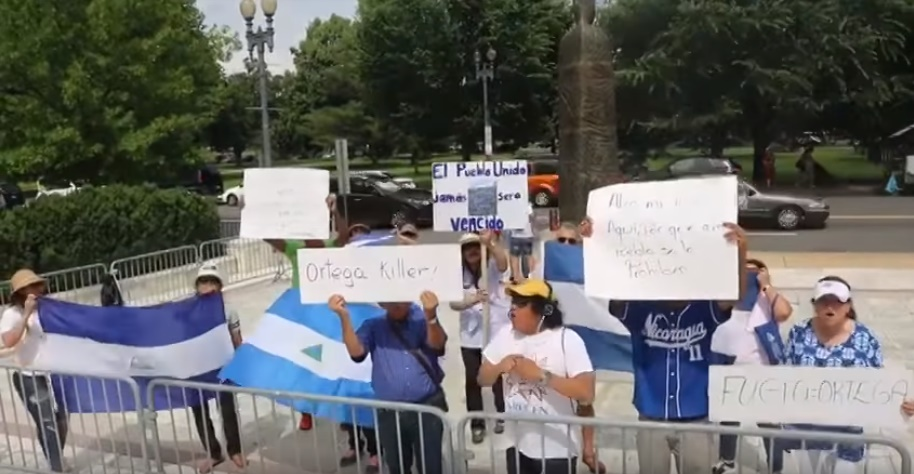
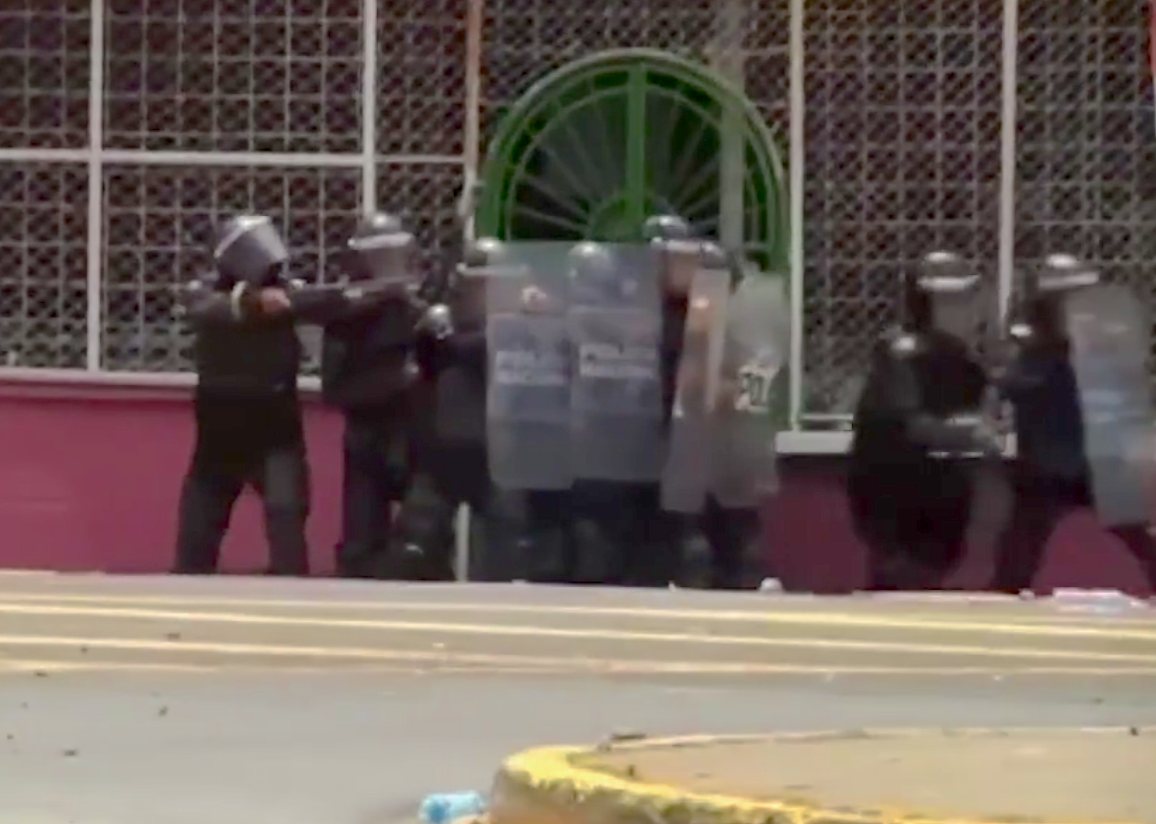
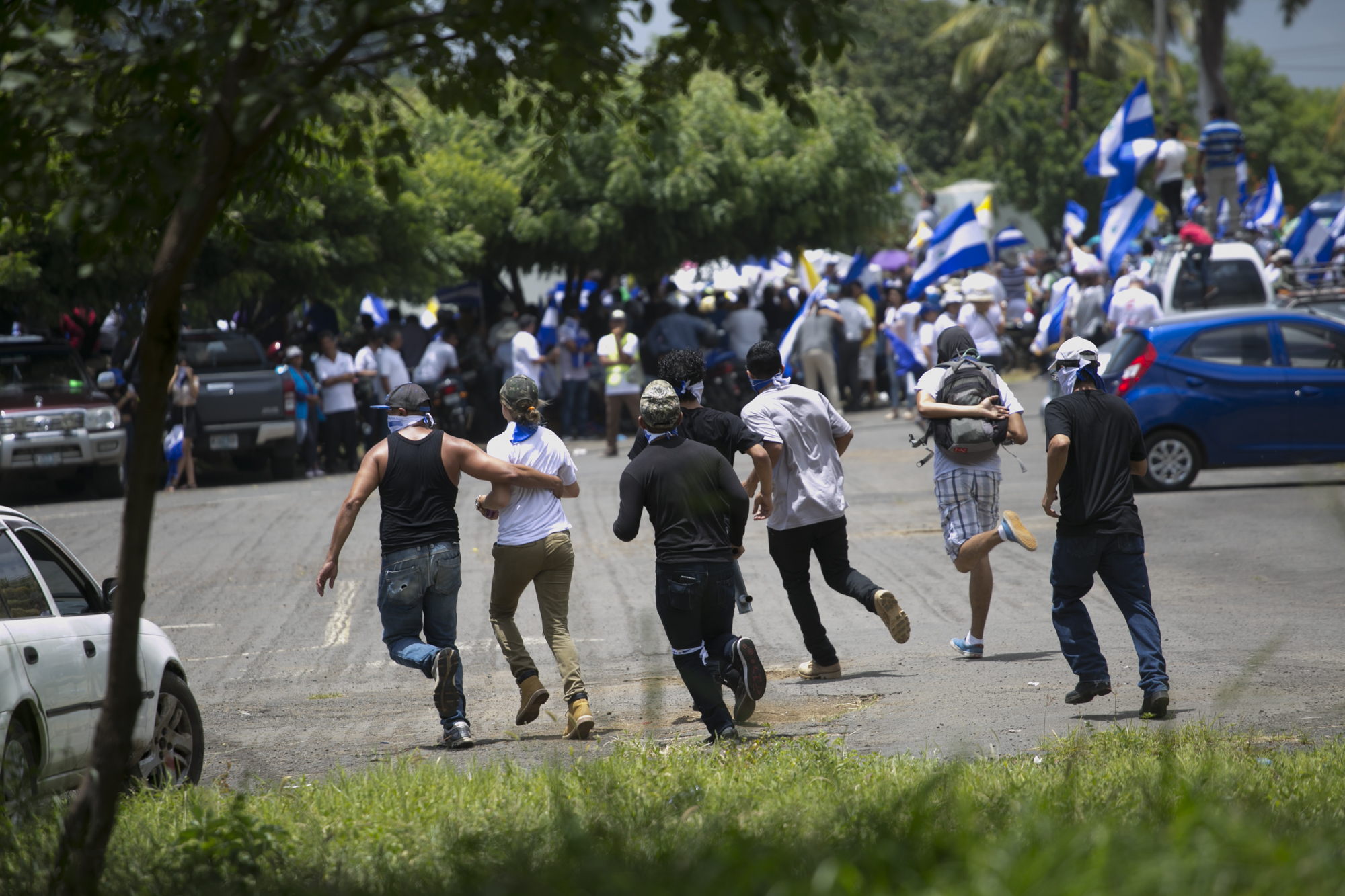